# Mezná

Mezná (tyska Stimmersdorf) är en by i kommunen Hřensko i Böhmiska Schweiz i Tjeckien, fyra kilometer från tyska gränsen. Före andra världskriget var byn mycket viktig inom turistnäringen. I närheten finns fina sandstensformationer med bland annat den berömda "predikstolen" som finns med i första Narnia-filmen.